# Philodryas laticeps
Espèce
Synonymes
- Philodryas oligolepis Gomes, 1921
- Philodryas affinis Müller, 1928

Philodryas laticeps  est une espèce de serpents de la famille des Dipsadidae.

## Répartition
Cette espèce se rencontre au Brésil et en Bolivie et a été redécouverte en Guyane (publication 2008).

## Description
L'holotype de Philodryas laticeps mesure 1 060 mm dont 295 mm pour la queue.

## Publication originale
- Werner, 1900 : Beschreibung einiger noch unbekannter neotropischer und indischer Reptilien. Zoologischer Anzeiger, vol. 23, p. 196-198 (texte intégral).